# 韩国 (汉朝)
韩国（前208年—前200年），東周末战国时期的韩国在前230年，被秦国灭亡。秦末民變中，是在张良的推动下，韩国在六国中最后一个复国。韩成于前208年六月为韩王，都城在阳翟（今河南省禹州市）。前206年，项羽分封诸侯，仍把韩成封为韩王。七月，项羽因张良跟随刘邦，而把韩成斩首，以郑昌为韩王。前205年，刘邦取得韩地，以韩王信（姬姓韩氏）为韩王。前201年，建立汉朝的刘邦将韩王信封地迁至太原郡（今山西省太原市），以晋阳为都。韩王信上书请求把都城改至马邑（今山西省朔州市）。前200年，韩王信投降匈奴，国除。